# Клерофашизам
Клерофашизам је идеологија која комбинује политичке, социјалне и економске доктрине фашизма са клерикализмом и другим сродним облицима теолошког конзервативизма и религијског традиционализма. Термин се користи како би се описале организације и покрети који комбинују религијске елементе са фашизмом. Термин такође може означавати подршку религијских организација фашизму, или фашистички режим у којем свештенство има водећу улогу.

## Историја термина
Појам "клерофашизам" је настао у Италији непосредно након Првог светског рата и првобитно се односио на сарадњу дела свештенства Римокатоличке цркве са фашистичким режимом Бенита Мусолинија. Лексикон страних речи и израза Милана Вујаклије дефинише клерофашизам као концепт који представља моралну и физичку сарадњу и спрегу римокатоличког свештенства (нарочито вишег, са Ватиканом и бискупима на челу) са фашизмом и фашистичким државама у борби против напредних и демократских идеологија и држава у свету који се најчешће појављивао за време Другог светског рата.
У литератури српском језику, појам "клерофашизам" се среће и у облику "клеро-фашизам". У ређој употреби је и облик "клерикофашизам" (или "клерико-фашизам"). Такође, за означавање клерофашизма неретко се употребљава и синтагма "клерикални фашизам". У литератури и публицистици се среће и појам "клеронацизам" (односно "клеро-нацизам") који у суштини има исто значење, а по правилу се употребљава за означавање клерикалних елемената у нацистичким покретима у Немачкoj и Аустрији.

## Клерофашизам у НДХ
Међу припадницима усташког покрета било је много истакнутих појединаца који су били не само фашисти, већ и клерикалци. Они су предводили снажну клерофашистичку струју која је давала идеолошке смернице читавом усташком покрету. За време Другог светског рата (1941—1945), хрватски клерофашисти су били главни инспиратори прогона православних Срба на подручју тадашње Независне Државе Хрватске. Блиска сарадња између католичког свештенства и усташког режима заснивала се на остваривању заједничких циљева, међу којима је било и преверавање православних Срба, односно њихово принудно превођење из православља у католицизам. Управа гркокатоличке Крижевачке епархије активно је саучествовала у принудном и насилном покатоличавању православних Срба, које је спровођено на целокупном подручју НДХ. У наметању уније посебно се истакао клерофашиста Јанко Шимрак, гркокатолички крижевачки бискуп, који је почевши од 1941. године, заједно са загребачким надбискупом Алојзијем Степинцем учествовао у раду посебног одбора за спровођење покатоличавања. Међу истакнуте клерофашисте и сараднике усташког режима спадали су злогласни фрањевац и јасеновачки кољач Мирослав Филиповић и организатор "пацовских канала" римокатолички свештеник Крунослав Драгановић.